# 天主教穆龍達瓦教區
天主教穆龍達瓦教區（拉丁語：Dioecesis Morondavensis）是馬達加斯加一個羅馬天主教教區，屬圖利亞拉總教區。

## 歷史
1938年1月8日設北馬達加斯加宗座代牧區，1913年5月20日易名迪戈蘇亞雷斯代牧區。1955年9月14日升為教區。

## 現況
教區2004年有教友41,620人（佔轄區總人口9.0%）、六個堂區、卅二名司鐸。現任教區主教為馬里耶·法比安·拉哈里蘭伯尼亞納。